# Famille de Charnières
La famille de Charnières est une famille éteinte de la noblesse, originaire de l'Anjou.
Éteinte en ligne masculine en 1959, elle s'est éteinte en 2014 en ligne féminine.

## Histoire
Ils tirent leur nom du Logis seigneurial de Charnières, situé à Quelaines, entre Laval et Château-Gontier, fief qu'elle possédait encore en 1650. Le 1er juin 1863, l'archiviste de Maine-et-Loire citait leur maison « comme une de celles dont le nom appartient moins encore à l'Anjou qu'à la France ». 
La famille possédait une quarantaine de fiefs en Anjou, Bretagne, Maine et Poitou.
À fin du XIIIe siècle, on voit le fief de Charnières aux mains d'un Johan de Charnières, son premier ascendant connu.
Le plus ancien ascendant connu de la famille de Charnières est, Johan de Charnières, Ier du nom, écuyer, seigneur de Charnières, du Vergier, du Breil-Raoul et autres lieux, lequel vivait en 1290 et ne mourut qu'après 1358. Il avait épousé, vers 1310, N... Chalopin.

## Personnalités
- En 1552, René de Charnières était sénéchal de la Trésorerie d'Anjou[5].
- En 1570, François de Charnières, sieur de la Babinière, capitaine des Gardes de François, fils de France et duc d'Anjou, époux de Marie de Goubys, mort sans postérité en 1586 ou 1587[6].
- 1573, René de Charnières, grand prévôt provincial des maréchaux de France, en Anjou[7].
- 1568, Jean de Charnières, écuyer, seigneur de la Bouchefolière, de la Belinière, du Bignon, de la Cuche et de la Poissonnière, conseiller au Parlement de Bretagne, nommé le 1er janvier 1568, reçu le 24 avril suivant, résigne son office le 26 février 1588 et obtient le titre de conseiller honoraire le 2 mars de la même année. Il soutint des procès contre ses cadets et contre le chapitre de l'église d'Angers, en 1560, 1579, 1587[8].
- 1729, Félix-Armand de Charnières, chanoine du chapitre royal de l'église du Puy-Notre-Dame[9].
- 1763, Charles François Philippe de Charnières, capitaine de vaisseau et chevalier de Saint-Louis. Il est l'inventeur du mégamètre, une lunette astronomique pour mesurer, en mer, la distance de la lune aux étoiles, et publia divers ouvrages. Il mourut à bord de l'Indien, le 3 février 1780[10].
- 1785-1830. Charles de Charnières, officier de marine, démissionnaire en 1792, maire de Saumur en 1828[11].
- 1826, Charles-Théodore de Charnières, officier de dragons en 1826, démissionnaire en 1830[12].

### Liens de filiation entre les personnalités
- Jean de Charnières et de N. Chalopin
  - Jean II de Charnières, chevalier, seigneur de Charnières, du Vergier, du Breil, de la Baronnière, en Houssay, et de certains héritages en Saint-Sulpice, à cause de sa mère. Il prit alliance avec Thomasse le Connestable[13]. Sa qualité de chevalier est vérifiée dans un acte fait, le 4 mai 1411, entre lui et Guillaume Corbin, chevalier, seigneur de Bourgeau[14], paroisse d'Astillé, qui acquit de Jehan de Charnières une pipe de vin de rente annuelle et perpétuelle contenant 25 jalais, mesure d'Anjou. Ils eurent de leur mariage quatre enfants.
    - Marie de Charnières ;
    - Jean de Charnières, écuyer, sieur de la Girardière, du Grand-Vau, du Pois et de la Foucayère ou Fouqueyre, qui épousa, vers 1390, Jeanne du Moulin, fille de Gervais du Moulin et de Jeanne du Jarry ;
    - Guillaume de Charnières, écuyer, sieur de Chauné, de la Frioullière, de la Burelière ou Bourrellière et de la Tuffière, marié, vers 1400, à Jeanne d'Aubert, dame de la Tuffière, de la Burelière et de la Frioullière, mort en 1437 ou 1438.
    - Agnès de Charnières, femme, vers 1385, de Georges de Bellanger, écuyer, sieur du Houssay, paroisse de Saint-Sauveur, laquelle demeurée veuve est dénommée, à cause de la Houssaye, ou du Houssay, dans l'aveu de Château-Gontier que Jean Ier d'Alençon, rendit, en 1413, au duc d'Anjou, quoique le Houssay ne fut tenu de cette baronnie que par le moyen de Jean III de Quatrebarbes, IIIe du nom, seigneur de Bouillé, Loichon, etc.

  - Macé de Charnières, écuyer, seigneur de Charnières, du Breil, du Vergier et du Bois, paroisse de Houssay, maison présentement ruinée et dont il ne reste plus de vestiges[15]. De son alliance, qui n'est pas connue, Macé de Charnières eut trois enfants.
    - Jean III de Charnières, seigneur de Charnières, de la Baronnière, du Verger, de Minzé et du fief de l'Erraudière, paroisse de Châtelain, près Château-Gontier, fut secrétaire de René Ier d'Anjou, roi de Jérusalem et de Sicile, et duc d'Anjou, et greffier de l'Ordre du Croissant lors de son institution, en 1450[16]. Jean de Charnières fit offre de foy à la seigneurie de Châtelain, à raison de Minzé. Sa qualité de secrétaire de René d'Anjou se vérifie par le compte qu'il rendit à ce duc et roi, ayant administré et gouverné, partie de sa dépense extraordinaire l'espace d'un an 11 mois et 20 jours, commençant le 6 août 1443, lequel compte fut arrêté et signé par le Roi[17]. Quant à celle de greffier de l'ordre du Croissant, elle est connue par les actes et conclusions faits et arrêtés au conseil de cet ordre, enregistrés et signés de Jean de Charnières, le 22 septembre 1450[18]. Jean III de Charnières, donna, en 1477, procuration à Gilles de Charnières, son fils, pour rendre, par déclaration, les lieux de la Rabellière et de la Cyronnière à messire Jean du Perrier, chevalier, seigneur du Plessis Balusson, de Cheffes, Chambellay, et de la terre des Vignes, à cause de Renée de Bagatz, son épouse, femme, en premières noces, de Henri de Villeblanche, baron de Brond[18].
    - Jean de Charnières eut deux femmes : la première, Catherine Auvré, dame de Minzé, fille unique de Guillaume, sieur de Minzé et de l'Erraudière, fils puiné de Colin Auvré, seigneur de la Guenandière et de Longuefuye, et la seconde, Jeanne N... , dont il eut des enfants, savoir, du premier lit, Gervais de Charnières, seigneur de Minzé, dont il rendit obéissance à Châtelain, le 12 juin 1447, mort célibataire avant son père; et Gilles de Charnières, 1er du nom, qui suit. Du second lit, sortirent : Philippe de Charnières, qui fit branche[18], et trois filles, Marie, Guillemine et Isabeau qui furent religieuses. On les trouve citées dans un partage du 25 octobre 1512[19].
      - Gilles Ier de Charnières, écuyer, seigneur de Charnières, de la Baronnière, du Deffay, en Saint-Jean-sur-Mayenne, de Minzé et, en partie, de la baronnie d'Azé [20], à cause de sa première femme, acquit, en 1474, de Jean Denouault, la part où ce dernier était fondé au Grippail[21]. Il fut appelé, en 1479, aux assises du Plessis-Brochard pour reprendre ou délaisser le procès de feu Jean de Charnières, son père, à raison de la Rabellière, et rendit aveu de Minzé à Louis de Rohan, prince de Guémené, en 1483. Il épousa, en premières noces, par contrat du  14 août 1461, ou, suivant la généalogie de Quatrebarbes, du 12 juillet, devant Cordereau, notaire, Jeanne de La Roë, fille de messire Jacques de la Roë, chevalier, baron d'Azé, et de Jeanne de Thorigné, sœur de Catherine, femme de Gilles II de Quatrebarbes, sieur de Bouillé, et il en eut deux enfants. De son second mariage avec Michelle du Boisgamas, dame du Deffais, suivant contrat du 12 juillet 1475, Gilles 1er de Charnières eut quatre enfants, Gilles II de Charnières, René, François et Julien, tous les trois prêtres, ainsi que le constate un partage noble du 23 octobre 1512[22]. Gilles de Charnières et Michelle de Boisgamas fondèrent et dotèrent la chapelle de Charnières, par acte passé devant Rabeau, notaire à Château-Gontier, le 1er février 1498.
        - Gilles II de Charnières, chevalier, baron d'Azé, seigneur de Charnières, de Minzé, la Baronnière, du Deffais, de la Randoullière, de l'Ecottaye et de la Paneterie, fut gentilhomme servant de Charles IV de Valois, duc d'Alençon, pair de France et comte du Perche. Déjà lung de noz gentilzhommes, ses vertus, sa noblesse, vaillance.... ses bons et agréables services, nous font le retenir, par ces présentes, pour l'ung de nos escuiers, disent les lettres dans lesquelles le duc Charles lui accorda ce nouveau titre, le 7 juillet 1510.

    - Perrine de Charnières, dame de la Gadellenaye et de ·la Harière ou Charière, mariée à Jean de la Giraudière, écuyer, suivant contrat du 3 juillet 1437;
    - Guillemette, dame du Herrier, femme de Guillaume Preutin ou Preten, sieur de Festillé, par contrat du 26 novembre 1428.

La descendance s'est éteinte en ligne masculine en 1959, et en 2014 en ligne féminine. La lecture des actes d'état civil permet d'établir la filiation suivante :
- Charles François Philippe de Charnières (31 juillet 1740 à Nueil-sur-Layon - 15 février 1780 en mer). Le 20 août 1771 à Nantes (paroisse Saint-Nicolas), il épouse Catherine Louise Portier de Lantimo.
  - Mondet Jean Charles de Charnières (23 septembre 1775 au château du Preuil à Nueil-sur-Layon - 27 novembre 1855 à Nueil-sur-Layon), officier de Marine, maire de Saumur de 1828 à 1830, maire de Nueil-sur-Layon. Le 19 juillet 1802 à Saint-Just-les-Verchers, il épouse Agathe de La Selle d'Echuilly.
    - Charles Théodore de Charnières (3 juin 1807 à Nueil-sur-Layon - 16 novembre 1842 au château de la Grise à Nueil-sur-Layon), officier de dragons. Le 4 novembre 1834 à Le Boupère, il épouse Marie Joséphine Victoire Frotier de Bagneux.
      - Charles Ernest Marie de Charnières (14 mars 1839 à Nueil-sur-Layon - 25 avril 1901 à Nueil-sur-Layon). Le 16 juillet 1872 à Rennes, il épouse Gabrielle Julie Léon des Ormeaux.
        - Jean Edouard (Edmond) de Charnières (2 novembre 1887 à Nueil-sur-Layon - 17 mai 1959 à Lausanne). Le 29 octobre 1919 à Paris 8e, il épouse Jacqueline Jeanne Myrrha de Lapisse (substitué en Jacmont). Le couple divorce le 19 juillet 1930. Le 25 avril 1938 à Lyon5e, il épouse Marie Hélène Andrée Colette Baguenault de Puchese (1910-1994).

## Armes
Les armes de la famille sont : D’argent à trois merlettes de sable, posées deux et une.

## Pour approfondir